# Lorentzweiler
Lorentzweiler (Luxemburgs:  Luerenzweiler) is een gemeente in het Luxemburgse Kanton Mersch.
De gemeente heeft een totale oppervlakte van 17,45 km² en telde 3112 inwoners op 1 januari 2007.

## Kernen
- Asselscheuer
- Blaschette
- Bofferdange
- Helmdange
- Hünsdorf
- Lorentzweiler

## Evolutie van het inwoneraantal
| Jaar                              | 2001 | 2002 | 2003 | 2004 | 2005 |
| --------------------------------- | ---- | ---- | ---- | ---- | ---- |
| Inwoneraantal                     | 2973 | 2960 | 2937 | 2985 | 3023 |
| Opmerking: tellingen op 1 januari |      |      |      |      |      |